# 弗里森里德
弗里森里德是德国巴伐利亚州的一个市镇。总面积22.23平方公里，总人口1500人，其中男性748人，女性752人（2011年12月31日），人口密度67人/平方公里。